# Movin' On (Status Quo)
Movin' On è un brano della rock band inglese Status Quo, uscito come singolo nel gennaio del 2012.

## Tracce
1. Movin' On - 4:06 - (Rossi/Young)

## Formazione
- Francis Rossi (chitarra solista, voce)
- Rick Parfitt (chitarra ritmica, voce)
- Andy Bown (tastiere, chitarra, armonica a bocca, cori)
- John 'Rhino' Edwards (basso, voce)
- Matt Letley (percussioni)